# Jean-Jules Eggericx
Jean-Jules Eggericx (Anderlecht (Brussel), 21 augustus 1884 - Ukkel (Brussel), 22 april 1963) was een Belgisch architect en stedenbouwkundige. 

## Toelichting
Eggericx behoort samen met Louis Van der Swaelmen en Raphael Verwilghen tot de belangrijkste pleitbezorgers van de tuinwijk als oplossing voor de woningnood in België na de Eerste Wereldoorlog. Samen met Louis Van der Swaelmen ontwikkelde hij onder meer de sociale woonwijken Floréal en Le Logis te Watermaal-Bosvoorde.
Tussen 1927 en 1954 was hij docent aan de hogeschool La Cambre met als leeropdracht: architectuur, tuinarchitectuur en stedenbouw. Hij beëindigde zijn carrière als architect-urbanist van de stad Oostende, waar hij in conflict kwam met architect Gaston Eysselinck tijdens de bouw van het Postgebouw van Oostende.

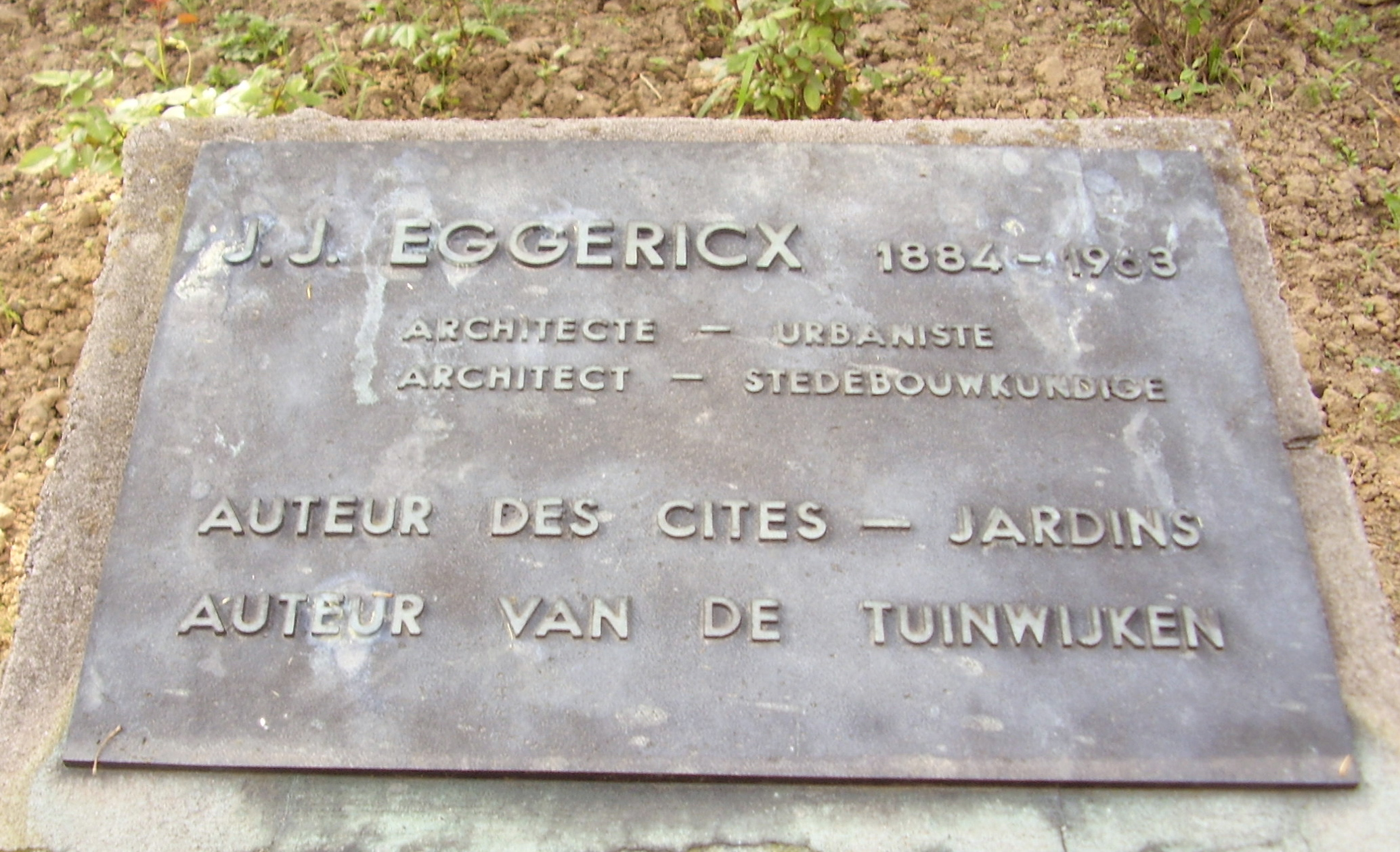
Gedenkplaat voor architect Jean-Jules Eggericx.